# Styringomyia vittata
Styringomyia vittata är en tvåvingeart som beskrevs av Edwards 1914. Styringomyia vittata ingår i släktet Styringomyia och familjen småharkrankar. Inga underarter finns listade i Catalogue of Life.